# دوک‌نشین آنهالت
دوک‌نشین آنهالت (آلمانی: Herzogtum Anhalt) یکی از دوک‌نشین‌های آلمان در فاصلهٔ ‎۱۸۰۶–۱۹۱۸ میلادی بود که امروزه بخشی از ایالت زاکسن-آنهالت است.